# 文子星
文子星（1988年8月26日—），是一名印度籍香港居民，來自旁遮普邦。他是國際刑警通緝犯，印度政府指控他干犯企圖謀殺、向恐怖組織提供資金、搶劫和策劃恐怖活動等罪行。

## 生平
文子星出生於印度旁遮普邦，少年時代來港生活。2009年曾在玫瑰崗商科學校就讀，3個月後離校。
他持有香港身分證，能操流利英文，亦懂廣東話，在香港南亞裔圈子頗有名氣，被指與香港黑幫熟諗。

### 印度
2016年6月，他曾因犯事被扣押在納巴的監獄。一個月後獲准保釋，棄保潛逃到香港，並策劃逃獄案；同年11月，他在印度協助六名囚犯成功逃獄，並為他們提供日常所需、生活費、安全屋及香港電話號碼作為聯絡。

### 香港
2017年3月，一名印度裔男子在香港九龍紅磡遇襲，被五名涉案男子搶去一個行李箱，行李箱內裝有37萬美元。文子星是涉案人士其中之一。
2018年2月9日，他涉嫌與同黨在香港九龍尖沙咀找換店搶劫案職員，搶走折合港元3000多萬的日圓。
同年2月21日，他在深水埗海壇街，與另一名南亞裔男子被警方截查，警方核實文子星身份期間，獲知他被國際刑警通緝，隨即將他拘捕。

#### 刑事案件
文子星於2018年3月2日乘坐最高級別囚車「鐵甲威龍」及多輛警察摩托車、衝鋒車和懲教署囚車等押送離開荔枝角收押所。區域應變隊也再囚車上坐在疑犯前後戒備。護送車隊並非採用慣常行駛路線，改行較少交通燈的路線前往九龍城裁判法院。囚車約早上8時半抵達九龍城裁判法院。由於文子星被列為甲級疑犯，負責押解他的懲教署人員由平日的2人增至4人，文子星雙手都要戴上手銬及在腰間纏上鐵鏈。
法庭外有近百名持槍的衝鋒隊警員、機動部隊及軍裝警員在法院附近站崗，亦首次有反恐特勤隊協助押解。警方拉起封鎖線，攝影記者亦不能接近囚車。警犬隊出動史賓格搜查犬。因應保安考慮，文子星的案件由以往主力處理過堂案件的一號庭，改為審理較少案件的五號庭。警方重點搜查隊在庭外搜查，確保沒有可疑物品。律師代表、公眾人士和傳媒進入法庭前，都需要安檢，若攜帶水樽，需要暫存在7樓的出入口。7樓另外一個法庭，原本要處理的案件，改為其他樓層的法庭處理。
被告由大律師許碧琳（英語：Elizabeth Herbert）代表，法庭亦為被告安排傳譯員翻譯聆訊內容。文子星聽取傳譯員講解控罪是面帶微笑，審訊時一度捏鼻弄鬚，神態自若。他與另一名被告在犯人欄內，有至少7名庭警在旁戒備。庭內亦有多名便衣探員和法庭保安列席，據悉，有便衣探員攜槍戒備。他的保釋申請被拒絕，被還押於荔枝角收押所，並被列為甲級重犯。文子星其後作出超過十次保釋覆核，惟均被拒絕。
同年6月26日，他與另一名被告涉及尖沙咀碧仙桃路搶劫4.5億日圓的案件獲控方撤銷控罪，並可獲得訟費，控方並無在庭上交代撤控原因，但文子星另一宗涉及約32萬美元及5萬歐元處理贓物罪則繼續審理。
同年8月23日在東區裁判法院庭上，控方代表印度政府指收到了印度政府正式的引渡申請及相關文件，要求引渡文子星。控方要求押後以待特首簽署批准；辯方不反對，但要求如在下次聆訊時仍未取得特首簽署，須按《逃犯條例》第10條3(c)項釋放文子星，並透露文子星於還押期間飽受痛苦。
8月30日，文子星及次被告Dilpreet Singh被控在大角嘴洋松街處理贓物罪經審訊後被裁定罪名不成立，但文子星仍需還押，等待引渡程序。

#### 引渡申請
印度政府指控文子星在印度干犯策劃恐怖活動、協助及教唆越獄、串謀發射火器、妨礙司法公正、盜竊及管有虛假文件等合共28項罪名。2019年，東區裁判法院裁定「越獄」並非可引渡罪行，但文子星其餘18項控罪表證成立，可引渡回印度受審。 經雙方上訴，高等法院上訴庭在2021年裁定越獄屬可引渡罪行，將與越獄相關的控罪發回裁判法院重審。 經重審後，裁判官在翌年裁定文子星多2項越獄罪表證成立。
文子星聲稱自己在印度曾因參與「卡利斯坦運動」而被拘捕和虐待，引渡後會受到不人道對待。他以此為由作出酷刑聲請，在當局作出決定前不能被移交。此外，文子星亦於2023年8月向高等法院申請人身保護令，但被法官高浩文駁回，指他未能證明移交至印度會令他受逼害。

#### 已引渡回印度受審
2024年8月22日，印度傳媒報道，指被國際刑警發出「紅色通緝令」、並在港因打劫落網的通緝犯文子星（Ramanjit Singh），被引渡返回印度。在印度旁遮普邦警務總監官方X專頁，可見文子星在兩名當地警員押解下，乘坐航機返回印度受審。根據Facebook群組「香港機場實況討論區」圖片可見，當日上午一批警員在一架客機旁邊戒備，警員穿上防彈背心及荷槍實彈，另有多輛裝甲車在場戒備。香港執法部門表示，香港執法部門和印度相關當局於當日完成了一宗逃犯移交行動。